# Mary F. Calvert
Pour les articles homonymes, voir Calvert.
Ne doit pas être confondu avec Mary R. Calvert.
Mary F. Calvert est une photojournaliste indépendante américaine.
Elle est connue pour son travail sur les violences sexuelles dans l’armée américaine, pour lequel elle a reçu le prix Canon de la femme photojournaliste en 2013.
Représentée par Zuma Press, elle est basée à Annapolis, dans le Maryland.

## Biographie

### Jeunesse et études
Mary F. Calvert entre au collège communautaire de Virginie septentrionale en 1978 pour étudier la photographie d’art et découvre sa vocation pour le photojournaliste en 1981, avec la tentative d’assassinat de Ronald Reagan. Elle se rend aux abords de l'hôpital de Georgetown où est emmené le président des États-Unis et découvre le travail des photographes de presse.
Elle obtient une licence en photojournalisme à l’université d’État de San Francisco en 1989, avec un stage en Caroline du Nord au Fayetteville Observer, dont la photographie était dirigée par Ken Cooke, l'ancien président de l’association nationale des photographes de presse américaine (NPPA), puis en Californie au Daily Review d’Hayward.

### Carrière
Mary F. Calvert commence sa carrière journalistique en 1989 en couvrant la baie de San Francisco pour le l’Oakland Tribune et le Hayward Daily Review.
En juin 1998, elle rejoint l’équipe de photographes du Washington Times. Elle est a deux reprises finaliste du prix Pulitzer. D’abord en 2007 pour son reportage Ethiopia's Trail of Tears, un récit sur les femmes d'Afrique touchées par la fistule obstétricale, puis en 2010 pour Congo's War on Women, sur le viol des femmes comme arme de guerre.
En 2008, elle reçoit le prix Robert F. Kennedy du journalisme pour son projet Lost Daughters : Lost Daughters : Sex Selection in India, qui documente les avortements non souhaités en Inde.
Elle devient journaliste indépendante en décembre 2009, représentée par Zuma Press et se lance dans un projet sur les violences sexuelles dans l’armée américaine. Elle remporte en 2013, le prix Canon de la femme photojournaliste et son reportage est exposé l'année suivante au festival Visa pour l'image de Perpignan : The War Within : Sexual Violence in America's Military

## Récompenses et distinctions
- 2007 : photographe de l’année (petits marchés) pour l’association nationale des photographes de presse américaine (NPPA)[3]
- 2007 : finaliste du prix Pulitzer pour Ethiopia's Trail of Tears
- 2008 : prix Robert F. Kennedy pour Lost Daughters : Lost Daughters : Sex Selection in India
- 2010 : finaliste du prix Pulitzer pour Congo's War on Women
- 2013 : prix Canon de la femme photojournaliste pour The battle within: sexual assault in America's military[4]
- 2014 : bourse de la Fondation Alexia pour l'initiative des femmes pour Missing in Action : Homeless Women Veterans
- 2015 : prix Cliff Edom New America
- 2015 : bourse W. Eugene Smith Memorial Fund
- 2016 : premier prix World Press Photo, catégorie reportage projet au long cours pour The battle within: sexual assault in America's military[5],[6]
- 2016 : bourse Getty Images pour la photographie éditoriale
- 2016 : prix de la National Press Photographers Association
- 2019 : deuxième prix World Press Photo, catégorie problèmes contemporains pour Male Rape[7]
- 2021 : Prix Pierre et Alexandra Boulat[8], pour son travail sur le taux alarmant de suicide parmi les victimes masculines de traumatisme sexuel au sein de l’armée aux États-Unis.
- 2022 : W. Eugene Smith Fellowship Grant[9]

## Expositions majeures
- Une lutte passée sous silence : les agressions sexuelles au sein de l’armée américaine, festival Visa pour l’image 2014 à Perpignan[10]
- Missing in Action: Homeless Female Veterans, festival Look3 2016 à Charlottesville en Virginie[11]
- The battle within: sexual assault in America's military, festival della fotografia etica 2019 à Lodi en Italie[12]